# Unbreakable (Alicia Keys)
Unbreakable è una canzone della cantautrice soul Alicia Keys, presente nel suo primo album live, Unplugged del 2005. Il brano è stato co-scritto dalla Keys, Kanye West e Harold Lilly, una collaborazione già sperimentata nel 2003 per la canzone You Don't Know My Name presente nell'album The Diary of Alicia Keys. La canzone segue la linea melodica di una riff di piano Wurlitzer e si basa su una campionatura del brano del 1977 "Intimate Friends" eseguito da Eddie Kendricks e scritto da Gary Glenn. Estratta come primo singolo, la canzone ha raggiunto la top40 della Billboard Hot 100 e la top5 della Billboard Hot R&B/Hip-Hop Songs.
Il testo della canzone cita alcune famose coppie di afroamericani come Ike e Tina Turner, Bill e Camille Cosby, Oprah Winfrey e Stedman Graham, Florida e James Evans, Will e Jada Pinkett Smith, Kimora Lee e Russel Simmons, Joe e Katherine Jackson e anche i The Jackson 5.
La canzone ha ricevuto due nomination ai Grammy Awards del 2006, "Miglior Canzone R&B" e "Miglior performance vocale R&B femminile".

## Tracklist
U.S. promo CD singolo
1. "Unbreakable" (Versione radio) – 4:14
2. "Unbreakable" (Call Out Hook) – 0:10

U.S. promo DVD singolo
1. "Unbreakable" (Versione del video della BET)

U.S. promo 12" singolo
- Side A:

1. "Unbreakable" (intera) – 4:14

- Side B:

1. "Unbreakable" (intera) – 4:14

## Classifiche
| Classifica (2005)                    | Posizione raggiunta |
| ------------------------------------ | ------------------- |
| U.S. Billboard Hot 100               | 34                  |
| U.S. Billboard Pop 100               | 60                  |
| U.S. Billboard Hot R&B/Hip-Hop Songs | 4                   |